# ダイエー熊本下通店
ダイエー熊本下通店（ダイエーくまもとしもとおりてん）は、かつて株式会社ダイエーが熊本県熊本市中央区下通一丁目で運営していた大型商業施設（ショッピングセンター）である。

## 概要
大洋デパートの火災から6年、大洋デパートの跡地にユニード資本の商業施設「熊本城屋」が開業。その後、ユニードから離れダイエーの完全子会社となりダイエーグループの一員であることを明確に打ち出す狙いからダイエーを冠に入れ1985年11月に「ダイエー城屋」に、更に2年後の1987年4月には「城屋ダイエー」に名称変更した。社名はそのまま「熊本城屋」が残る形となった。
しかし不採算が続き1995年9月1日には、ダイエーブランドを運営している子会社2社と共にダイエーに店の営業権を譲り渡すことなり、ダイエーの直営店となった。この為、名称を「ダイエー熊本下通店」としてリニューアルし、2014年までの18年間にわたり直営で営業してきた。
ダイエー熊本下通店については、旧大洋デパートビルの建物を今日に至るまでそのまま使用してきたが、竣工から62年が経過しており老朽化していた。さらに耐震改修促進法が2013年11月に改正され、耐震診断が義務化されたことにより、この建物は大規模な改修か建て替えのいずれかの選択を迫られることになった。ちょうど大洋デパート火災から丸40年を迎え老朽化が進んでいたこともあり、ダイエーは2013年11月27日に建て替えの方針を決定した。大洋火災から丸40年となった翌日の同年11月30日、2014年5月11日付で閉店することが明らかになった。また、下通店自体も売上はピーク時の1996年（平成8年）当時の約45億円から2013年（平成25年）2月期には約21億円に半減しており、既存店舗での営業継続を断念した。そして、地元の土地開発業者（南栄開発）に土地と建物を売却し、建物の一部を共有している櫻井総本店との2社がオーナーとなるかたちで建て替えを行う方針を決めた。
営業最終日となった2014年5月11日は普段の4倍の買い物客などが来店し、閉店予定時刻を約45分延長して閉店し、大洋デパート時代からの60年以上にわたる歴史に幕がおろされた。その後、土地と建物は、2014年5月末に南栄開発へ引き渡されることになった。櫻井総本店が同年8月初旬まで営業を継続するため、櫻井総本店の営業終了後に建物の解体工事を開始する。
その後、2015年10月に新築工事着工、2017年4月27日に新たな複合商業施設「COCOSA」を開業。新たに建てられるビルの規模は地上8階地下1階建で、地下1階は食品スーパー、地上1階から4階までを商業階、5階以上をオフィスとする計画。地下1階の食品スーパーにはダイエーが再出店することが前提となっていたが、2015年にダイエーがイオンの完全子会社となり、九州の運営店舗を同じイオングループのイオン九州およびマックスバリュ九州に継承したため、マックスバリュ九州（当時）が出店する事になり、既存のマックスバリュとは異なる新たな業態「COCOSA B1」として開業した。

## 建物概要
前述の通り、この店舗の先代は、大洋デパート開業当時からの建物であり、建て替えの時点で築60年（火災からは40年）を超えていた。火災により3階から上はほぼ全焼、その後防火設備を最優先とした修復により、売場面積を大幅に縮小させた。
解体まで幾度となく改装が繰り返されてきたが、建物の基本構造は大洋が再オープンした約40年前当時のものからほとんど変わることはなく、使命を終えた。

## フロア構成
| 階  | フロア概要                                         |
| --- | -------------------------------------------------- |
| 8F  | 立ち入り禁止                                       |
| 7F  | 専門店のフロア                                     |
| 6F  | 書籍のフロア                                       |
| 5F  | 住まいの品と子供・ベビーのフロア                   |
| 4F  | 紳士衣料・紳士肌着のフロア                         |
| 3F  | 婦人衣料・婦人肌着・雑貨・バックのフロア           |
| 2F  | 婦人衣料・服飾雑貨・靴・バック・ジュエリーのフロア |
| 1F  | 婦人衣料・化粧品・医薬品・雑貨のフロア             |
| B1F | 食料品・消耗品のフロア                             |

## 別館（旧:トポス熊本店）
地下1階・地上9階の建物で、本館裏（通称電車通り側）にあり、本館とは連絡通路で接続されていた。別館は、大洋デパート時代の（ちょうど大火災発生時に施工されていた）増築工事の際にあわせて新築されたものである。熊本城屋開業後は、トポス熊本店となったが、ダイエーグループ入りしたこともあり、トポスは熊本城屋の別館扱いとなり連携を図った。